# Верхнеерохин
Верхнееро́хин — хутор в Каменском районе Ростовской области.
Входит в состав Гусевского сельского поселения.

## Население
| 2010 |
| ---- |
| 151  |

## Улицы
| - ул. Белорусская, - ул. Зареченская, - ул. Липовая, - ул. Молодёжная, | - ул. Осиновая, - ул. Павлова, - ул. Речная. |